# آبي سميث
آبي سميث (بالإنجليزية: Abby Smith) (4 أكتوبر 1993 ببورتلاند في الولايات المتحدة - ) هي لاعبة كرة قدم أمريكية في مركز حراسة المرمى.

## وصلات خارجية
- آبي سميث على موقع قاعدة بيانات كرة القدم.إي يو (الإنجليزية)
- آبي سميث على موقع Soccerway.com (الإنجليزية)
- آبي سميث على موقع عالم كرة القدم.نت (الإنجليزية)